# Plains (North Lanarkshire)

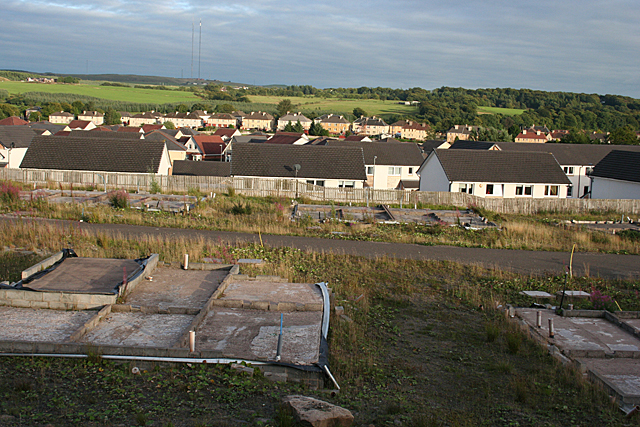
Blick von Norden auf den Ort

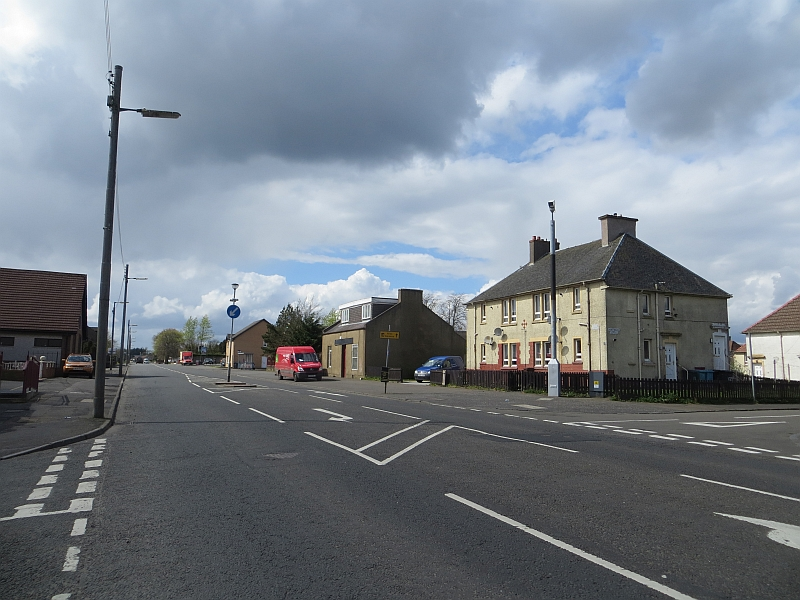
Die Hauptstraße in Plains

Plains ist eine Gemeinde (Community Council Area), die östlich von Glasgow in der Region North Lanarkshire in Schottland liegt.

## Geographie
Plains liegt in den Central Lowlands in einer flachwelligen Gegend. Südlich des Ortes verläuft der Fluss North Calder Water. Die nächste größere Stadt ist Airdrie, etwa drei Kilometer im Südwesten. Hinzu kommen die kleineren Ortschaften Airdriehill im Nordwesten und Caldercruix im Osten.

## Historisches
Im Rahmen der historischen Gliederung Schottlands in Civil Parishes zählt Plains zu New Monkland, das zu Lanarkshire gehörte. Seit deren Auflösung bildet es eine eigenständige Gemeinde.